# Dietmar Hallmann
Dietmar Hallmann (* 5. April 1935 in Breslau) ist ein deutscher Musiker und war Professor für Viola und Kammermusik an der Leipziger Musikhochschule.

## Leben
Nach dem Zweiten Weltkrieg zog Hallmann nach Burkhardtsdorf. Er studierte von 1954 bis 1957 Musik mit dem Hauptfach Violine bei Gerhard Bosse in Leipzig. Zunächst war er Erster Geiger im Gewandhausorchester Leipzig. Von 1960 bis 1996 war er Solobratscher daselbst. Zugleich war er von 1958 bis 1993 im Gewandhaus-Quartett tätig. Er war Mitbegründer des Bachorchesters des Gewandhausorchesters Leipzig.
Als Solist galt der Einsatz neben dem klassischen Repertoire den Werken zeitgenössischer Komponisten und deren Uraufführung meistens mit dem Gewandhausorchester. Die Bandbreite musikalischer Begegnungen reicht von Wilhelm Backhaus, Elly Ney, Claudio Arrau, Leopold Stokowski, Franz Konwitschny, David Oistrach, Leonid Borissowitsch Kogan, Swjatoslaw Teofilowitsch Richter etc. bis zu Persönlichkeiten der neueren Zeit wie Rudolf Buchbinder oder Frank Peter Zimmermann.
Seit 1960 lehrte er das Fach Viola an der Hochschule für Musik und Theater „Felix Mendelssohn Bartholdy“ Leipzig. Im Jahr 1979 wurde er zum Professor ernannt. Seine Emeritierung erfolgte 2000. Zahlreiche seiner Schüler musizieren jetzt in Orchestern des In- und Auslandes. Derzeit ist er freischaffender Pädagoge und tritt mit Kompositionen und Transkriptionen hervor.

## Preise
- 1957 Erster Preis beim Violinwettbewerb im Vogtland
- 1962 Nationalpreis der DDR für Kunst und Literatur, 3. Klasse im Kollektiv Gewandhaus-Quartett[1]

## Werke (Auswahl)
- 1984: Ballata virtuosità für Viola Solo (Pflichtstück für den Internationalen Viola Wettbewerb in Markneukirchen)
- 2002: 5 Miniaturen für junge Spieler für Streichtrio
- 2003: 6 Bagatellen für Viola und Klavier
- 2003: Fantasie Nr. 13 im Stile Telemanns für Viola Solo
- weiter eine Serie von Kadenzen und Rondoeingängen zu den Violakonzerten von Stamitz, Hoffmeister, Zelter, Brixi, Vaňhal, Mozart KV 216 (zur amerikanischen Ausgabe in C–Dur), Mozart Konzert D–Dur KV 218 und Gyula Dávid
- 2003: Transkriptionen für Viola: Beethoven Op. 30/1 Sonate A–Dur, C. v. Weber Grande Duo, Brahms Op. 100 Sonate A–Dur, Dvořák Sonatine Op. 100, César Franck Sonate, Mozart Violin Konzert D–Dur KV 218
- 2005: Hoffmeister Paraphrasen